# Clara Monti Danielsson
Clara Monti Danielsson (* 30. Januar 1992 in Uppåkra) ist eine schwedische Handballspielerin, die beim dänischen Erstligisten HØJ Håndbold unter Vertrag steht.

## Karriere

### Im Verein
Danielsson spielte anfangs Handball beim schwedischen Verein LUGI HF. Mit der Damenmannschaft von Lugi lief sie in der Elitserien auf und nahm ab der Spielzeit 2010/11 bis zur Spielzeit 2014/15 in jeder Saison an einem europäischen Pokalwettbewerb teil. Im Sommer 2015 wechselte die Kreisläuferin zum dänischen Erstligisten Randers HK. Mit Randers gewann sie 2016 den dänischen Pokal.
Danielsson schloss sich im Sommer 2018 dem Ligakonkurrenten Team Esbjerg an. Mit Esbjerg errang sie in den Jahren 2019 und 2020 die dänische Meisterschaft. In der Saison 2018/19 erreichte sie zusätzlich mit Esbjerg das Finale des EHF-Pokals, in dem die Mannschaft gegen den ungarischen Verein von Siófok KC unterlag. In der Saison 2020/21 lief Danielsson für den deutschen Bundesligisten Borussia Dortmund auf, mit dem sie die deutsche Meisterschaft gewann. Anschließend wechselte sie zum französischen Erstligisten Chambray Touraine Handball. In der Saison 2024/25 stand sie beim montenegrinischen Verein ŽRK Budućnost Podgorica unter Vertrag. Mit ŽRK Budućnost Podgorica gewann sie 2025 sowohl die montenegrinische Meisterschaft als auch den montenegrinischen Pokal. Zur Saison 2025/26 wechselte sie zum dänischen Erstligaaufsteiger HØJ Håndbold.

### In der Nationalmannschaft
Danielsson lief für die schwedische Jugend- und Juniorinnennationalmannschaft auf, für die sie insgesamt 93 Tore in 65 Länderspielen warf. Mit diesen Auswahlmannschaften gewann sie bei der U-18-Weltmeisterschaft 2010 und bei der U-20-Weltmeisterschaft 2012 jeweils die Goldmedaille. Am 23. März 2013 bestritt sie ihr erstes Länderspiel für die schwedische A-Nationalmannschaft. Am 1. Oktober 2017 erzielte Danielsson im Länderspiel gegen Färöer ihren ersten Treffer für die schwedische Auswahl. 2022 nahm Danielsson mit der schwedischen A-Nationalmannschaft an der Europameisterschaft teil, bei der sie fünf Spiele bestritt.